# 금강로 (금산 영동)
금강로(Geumgang-ro)는 충청남도 금산군 제원면에서 충청북도 영동군 양강면 외마포삼거리를 잇는 도로이다.

## 주요 경유지
충청남도
- 금산군 (제원면)

충청북도
- 영동군 (양산면, 양강면, 심천면)

## 노선 경로
| 이름          | 접속 노선                          | 소재지        | 소재지        | 비고                    |
| 인삼로와 직결 | 인삼로와 직결                      | 인삼로와 직결 | 인삼로와 직결 | 인삼로와 직결           |
| ------------- | ---------------------------------- | ------------- | ------------- | ----------------------- |
| 명암삼거리    | 인삼로                             | 금산군        | 제원면        |                         |
| 제원삼거리    | 지방도 제601호선 (근북로)          | 금산군        | 제원면        | 지방도 제601호선과 중복 |
| 제원교        |                                    | 금산군        | 제원면        | 지방도 제601호선과 중복 |
| 제원대교      |                                    | 금산군        | 제원면        | 지방도 제601호선과 중복 |
| 천내 교차로   |                                    | 금산군        | 제원면        |                         |
| 천내터널      |                                    | 금산군        | 제원면        |                         |
| 원골 교차로   |                                    | 금산군        | 제원면        |                         |
| 천내교        |                                    | 금산군        | 제원면        |                         |
| 부엉산터널    |                                    | 금산군        | 제원면        |                         |
| 가선교        |                                    | 금산군        | 제원면        |                         |
| 가선 교차로   | 가선길                             | 영동군        | 양산면        |                         |
| 모리삼거리    | 지방도 제501호선 (갈기산로)        | 영동군        | 양산면        | 지방도 제501호선과 중복 |
| 호탄교삼거리  | 지방도 제501호선 (천태산로)        | 영동군        | 양산면        | 지방도 제501호선과 중복 |
| 가곡삼거리    | 송호로 가곡3길                     | 영동군        | 양산면        |                         |
| 양산삼거리    | 학산양산로                         | 영동군        | 양산면        |                         |
| 원당교        |                                    | 영동군        | 양산면        |                         |
| 원당삼거리    | 송호로                             | 영동군        | 양산면        |                         |
| 외마포교      |                                    | 영동군        | 양강면        |                         |
| 외마포삼거리  | 마포로                             | 영동군        | 양강면        |                         |
| 금정 교차로   | 금정로 가호3길                     | 영동군        | 심천면        |                         |
| 약목사거리    | 국도 제4호선 (난계로) (이원심천로) | 영동군        | 심천면        |                         |

## 주요 건물 및 시설
- 제원우체국 (금강로 111/제원리 157-2)
- 봉황지구대 (금강로 113/제원리 152-26)
- 농협 금산농협하나로마트 제원점 (금강로 131/제원리 148-7)
- 농협 금산농협 제원지점 (금강로 131/제원리 148-7)
- HD현대오일뱅크봉황주유소 (금강로 172/제원리 62-6)
- 천내1리경로당 (금강로 334/천내리 435-2)
- SK에너지 가선주유소 (금강로 811/가선리 198-10)
- GS칼텍스 양산주유소 (금강로 1434/수두리 547-3)
- 양산초등학교 (금강로 1500/가곡리 293-2)
- 농협 학산농협 양산지점 (금강로 1510/가곡리 173-2)
- 농협 학산농협 하나로마트 양산점 (금강로 1510/가곡리 173-2)
- 양산치안센터 (금강로 1516/가곡리 177-4)
- 양산면노인회관 (금강로 1523/가곡리 181-11)
- 청남리마을회관 (금강로 2376/구강리 424)